# 1981-es magyar öttusabajnokság
Az 1981-es magyar öttusabajnokságot augusztus 4. és 8. között rendezték meg. A viadalt Császári Attila nyerte meg, akinek ez volt az első, egyben egyetlen egyéni bajnoki címe. A csapatversenyt, amit az egyéni versenytől külön rendeztek meg, a Csepel SC nyerte. Ettől az évtől 1992-ig a csapatversenyben négy versenyző eredményét vették figyelembe a verseny értékelésénél.

## Eredmények

### Férfiak

#### Egyéni
| Hely | Név              | Klub                  | Eredmény |
| ---- | ---------------- | --------------------- | -------- |
| 1.   | Császári Attila  | Bp. Honvéd            | 5266     |
| 2.   | Vass György      | Székesfehérvári Volán | 5223     |
| 3.   | Mizsér Attila    | Újpesti Dózsa         | 5220     |
| 4.   | Balogh István    | Újpesti Dózsa         | 5205     |
| 5.   | Déri Árpád       | Csepel SC             | 5167     |
| 6.   | Fáth Ferenc      | Újpesti Dózsa         | 5111     |
| 7.   | Pajor Gábor      | Csepel SC             | 5043     |
| 8.   | Maracskó Tibor   | Csepel SC             | 5027     |
| 9.   | Tomaschof Sándor | Újpesti Dózsa         | 4993     |
| 10.  | Fazekas Lajos    | Újpesti Dózsa         | 4988     |

#### Csapat
| Hely | Név                                                           | Klub                  | Eredmény |
| ---- | ------------------------------------------------------------- | --------------------- | -------- |
| 1.   | Dobi Lajos, Kurucz Csaba, Déri Árpád, Pajor Gábor             | Csepel SC             | 20 277   |
| 2.   | Szombathelyi Tamás, Mizsér Attila, Fáth Ferenc, Balogh István | Újpesti Dózsa         | 20 081   |
| 3.   | Buzgó József, Császári Attila, Németh István, Divéky Gábor    | Bp Honvéd             | 19 184   |
| 4.   |                                                               | Székesfehérvári Volán | 18 555   |
| 5.   |                                                               | Győri Magasépítők     | 17 761   |
| 6.   |                                                               | MAFC                  | 16 432   |